# 396

396(삼백구십육)은 395보다 크고 397보다 작은 자연수이다.

## 수학
- 합성수로, 그 약수는 총 18개다. (1, 2, 3, 4, 6, 9, 11, 12, 18, 22, 33, 36, 44, 66, 99, 132, 198, 396)
  - 396의 진약수의 합은 696이므로, 396은 과잉수다.
- 11번째 구각수다. 앞의 구각수는 325, 다음은 474다.
- {\displaystyle 396=12\times 33}
  - 연속하는 두 개의 십이각수의 곱으로 나타낼 수 있으며, 이 성질을 지닌 앞의 수는 12, 다음 수는 2112이다.
- {\displaystyle 89^{2}-1}은 396으로 나누어떨어진다.

## 과학
- NGC 396: 물고기자리 방향에 있는 은하.

## 교통
- 일본 396번 국도(일본어판): 이와테현 도노시에서 모리오카시까지 이어지는 일본의 국도.
- 현도 제396호선

## 군사
- U-396(영어판, 독일어판): 제2차 세계 대전에 사용된 나치 독일의 군용 잠수함.

## 문화유산
- 대한민국의 보물 제396호: 여수 흥국사 대웅전
- 대한민국의 사적 제396호: 제주 항파두리 항몽 유적

## 기타
- 연도: 396년, 기원전 396년
- 벚꽃을 뜻하는 일본어 단어 ‘사쿠라(さくら)’의 숫자 고로아와세.